# 瀬戸春樹
瀬戸 春樹（せと はるき、1978年3月14日 - ）は、富山県出身の元サッカー選手、現在はサッカークラブにてU15やU13監督として活躍。現役時代のポジションはディフェンダー、ミッドフィールダー。

## 来歴
水橋高校ではフォワードとして活躍。同期の富山第一高校の柳沢敦とは全国高校サッカー選手権富山県大会の決勝でも対戦している。1年生の時から3年生までレギュラーとして国体に3回出場。
高校卒業後、横浜フリューゲルスへ入団し、豊富な運動量を評価されボランチへとコンバートされた。1998年にはシドニーオリンピック代表候補にも選ばれた。
フリューゲルス吸収合併後の横浜F・マリノスには加入せず、当時J2所属だったアルビレックス新潟へ移籍。
2000年、より高いレベルでのプレーを望み大分トリニータに完全移籍。2001年より岡田武史監督の目にとまりコンサドーレ札幌に期限付き移籍、契約期限満了後の7月よりガンバ大阪に期限付き移籍。大分に復帰した2002年には数多くのポジションをこなしJ1昇格に大きく貢献した。その年、CM、時代劇、グラビアなどで活躍したタレントの日置由香と結婚。2004年のJOMOオールスターサッカーにも出場した。
2005年、イビチャ・オシム監督率いるジェフユナイテッド市原・千葉に完全移籍、チーム初のナビスコカップ優勝を果たした。2006年恩師石崎信弘監督の下柏レイソルにレンタル移籍、レギュラーをつかむも怪我で半年間プレー出来ず2007年には故郷のチームであるYKK APに所属し、地元のチューリップテレビと契約、富山県からJリーグを目指しサッカー教室（スポ天）PASSIONで地元のサッカーを盛り上げた。
ところが、楚輪博監督とサッカーの戦術で衝突。3年契約の1年で移籍を決意。自らシンガポールでトライアウトを受け外国人枠を勝ち取り、2008年からはシンガポールのバレスティア・カルサに移籍。バレスティア・カルサでは加入1年目ながらキャプテンを務めた。シンガポールの中でもACL,AFCに出場を目指し2009年よりゲイラン・ユナイテッドFCに移籍、リーグ戦、カップ戦全てに出場。シンガポールカップ優勝に大きく貢献、またその年シンガポールの外国人選抜にも選ばれ実力を高く評価され、2010年インドネシアスーパーリーガ・強豪ペルシワ、ワメナからのオファーを断り自分の最後の目標であるアメリカ・メジャーリーグサッカーに挑戦。プレシーズンまで参加するも契約に至らず現役引退を決意。
2020年より、関東1部リーグ所属・ブリオベッカ浦安のU-15監督に就任。

## 所属クラブ
- 富山県立水橋高等学校
- 1996年 - 1998年 横浜フリューゲルス
- 1999年 アルビレックス新潟
- 2000年-2004年 大分トリニータ
  - 2001年途中まで コンサドーレ札幌（期限付き移籍）
  - 2001年 ガンバ大阪（期限付き移籍）
- 2005年-2006年 ジェフユナイテッド市原・千葉
  - 2006年 柏レイソル（期限付き移籍）
- 2007年 YKK AP
- 2008年 バレスティア・カルサ ( シンガポール)
- 2009年 - 2010年 ゲイラン・ユナイテッド ( シンガポール)

## 個人成績
| 国内大会個人成績 | 国内大会個人成績 | 国内大会個人成績 | 国内大会個人成績 | 国内大会個人成績 | 国内大会個人成績 | 国内大会個人成績 | 国内大会個人成績 | 国内大会個人成績 | 国内大会個人成績 | 国内大会個人成績 | 国内大会個人成績 |
| 年度             | クラブ           | 背番号           | リーグ           | リーグ戦         | リーグ戦         | リーグ杯         | リーグ杯         | オープン杯       | オープン杯       | 期間通算         | 期間通算         |
| 年度             | クラブ           | 背番号           | リーグ           | 出場             | 得点             | 出場             | 得点             | 出場             | 得点             | 出場             | 得点             |
| 日本             | 日本             | 日本             | 日本             | リーグ戦         | リーグ戦         | リーグ杯         | リーグ杯         | 天皇杯           | 天皇杯           | 期間通算         | 期間通算         |
| ---------------- | ---------------- | ---------------- | ---------------- | ---------------- | ---------------- | ---------------- | ---------------- | ---------------- | ---------------- | ---------------- | ---------------- |
| 1996             | 横浜F            | -                | J                | 0                | 0                | 0                | 0                | 0                | 0                | 0                | 0                |
| 1997             | 横浜F            | 22               | J                | 7                | 0                | 1                | 0                | 1                | 0                | 9                | 0                |
| 1998             | 横浜F            | 15               | J                | 20               | 0                | 4                | 1                | 3                | 0                | 27               | 1                |
| 1999             | 新潟             | 7                | J2               | 36               | 5                | 2                | 0                | 3                | 1                | 41               | 6                |
| 2000             | 大分             | 14               | J2               | 21               | 1                | 2                | 0                | 2                | 1                | 25               | 2                |
| 2001             | 札幌             | 15               | J1               | 2                | 0                | 2                | 0                | -                | -                | 4                | 0                |
| 2001             | G大阪            | 36               | J1               | 0                | 0                | -                | -                | 0                | 0                | 0                | 0                |
| 2002             | 大分             | 14               | J2               | 24               | 1                | -                | -                | 4                | 0                | 28               | 1                |
| 2003             | 大分             | 14               | J1               | 14               | 0                | 3                | 0                | 1                | 0                | 18               | 0                |
| 2004             | 大分             | 14               | J1               | 17               | 0                | 5                | 0                | 1                | 0                | 23               | 0                |
| 2005             | 千葉             | 14               | J1               | 0                | 0                | 0                | 0                | 0                | 0                | 0                | 0                |
| 2006             | 柏               | 15               | J2               | 6                | 0                | -                | -                | 0                | 0                | 6                | 0                |
| 2007             | YKK AP           | 15               | JFL              | 6                | 0                | -                | -                | -                | -                | 6                | 0                |
| シンガポール     | シンガポール     | シンガポール     | シンガポール     | リーグ戦         | リーグ戦         | リーグ杯         | リーグ杯         | シンガポール杯   | シンガポール杯   | 期間通算         | 期間通算         |
| 2008             | バレスティア     | 2                | Sリーグ          | 30               | 3                | 6                | 0                | 1                | 0                | 37               | 3                |
| 2009             | ゲイラン         | 8                | Sリーグ          | 31               | 2                | 6                | 0                | 3                | 0                | 42               | 3                |
| 通算             | 日本             | 日本             | J1               | 60               | 0                | 15               | 1                | 6                | 0                | 81               | 1                |
| 通算             | 日本             | 日本             | J2               | 87               | 7                | 4                | 0                | 9                | 2                | 100              | 9                |
| 通算             | 日本             | 日本             | JFL              | 6                | 0                | -                | -                | 0                | 0                | 6                | 0                |
| 通算             | シンガポール     | シンガポール     | Sリーグ          | 30               | 3                | 6                | 0                | 1                | 0                | 37               | 3                |
| 総通算           | 総通算           | 総通算           | 総通算           | 224              | 15               | 37               | 1                | 19               | 2                | 303              | 19               |